# Вечера, Мария фон
Мари́я Александри́на фон Ве́чера (нем. Marie Alexandrine von Vetsera; 19 марта 1871, Вена — 30 января 1889, замок Майерлинг) — австрийская дворянка, баронесса, любовница австрийского кронпринца Рудольфа, по одной из версий историков, совершившая вместе с ним самоубийство в Майерлинге. По другой распространённой версии, это было тщательно спланированное политическое убийство наследника австрийского престола.

## Биография
Мария была дочерью (третьим ребёнком из четырёх) австрийского дипломата (с 1870 года барона) Альбина Вечеры и его супруги Хелены Бальтацци. Старший брат Марии Ладислав погиб во время пожара в Рингтеатре в 1881 году.
Кронпринц Рудольф занимал умы и сердца многих австрийских девушек, и Мария не была исключением. Она познакомилась с кронпринцем на скачках на ипподроме Фройденау, и эта встреча, по свидетельству её доверенного лица учителя французского языка Габриэля Дюбре, кардинально изменила её поведение и настроение. Мария говорила о принце с большим вдохновением, собирала газетные вырезки и фотографии и тщательно следила за его жизнью. Чтобы отвлечь дочь, мать даже отправилась с Марией путешествовать в Англию. Первая личная встреча между Вечера и принцем состоялась после обмена несколькими письмами в первые дни ноября 1888 года в Хофбурге. Всего до конца января 1889 года между влюблёнными состоялось около двадцати встреч, в подготовке которых участвовали личный извозчик кронпринца Йозеф Братфиш, кузина Рудольфа графиня Мария Лариш и камеристка Марии Вечера — Агнес Яхода.

## Трагедия в Майерлинге
28 января 1889 года кронпринц Рудольф прибыл в Майерлинг около 15:30, Мария приехала в замок позднее на фиакре Братфиша. Ночь перед отъездом в Майерлинг кронпринц провёл у своей любовницы Мицци Каспар, что подтверждается протоколом агента полиции Флориана Майснера, отвечавшего за охрану кронпринца.
После обнаружения тел утром 30 января в Майерлинг был отправлена группа врачей, констатировавшая смерть Марии в результате выстрела в голову. Совершила ли этот выстрел сама Мария или Рудольф, либо кто-либо третий, доподлинно неизвестно. Мария была похоронена на кладбище при монастыре в Хайлигенкройце, находящемся в 25 км к юго-западу от Вены.
Во время боев за Вену в 1945 году склеп Марии был разрушен. Повторное захоронение произошло только в 1959 году. Эксперты утверждают, что следов смертельного ранения на черепе женщины не наблюдалось.
Существует несколько версий произошедшего в Майерлинге. Одна из них — гибель Марии от неудачного аборта и самоубийство Рудольфа, не перенёсшего трагедии.

## Образ в культуре
Трагедия в Майерлинге была положена в основу ряда художественных произведений и фильмов (ленты Анатоля Литвака с Шарлем Буайе, 1936; Жана Деланнуа с Жаном Маре, 1949; Теренса Янга с Омаром Шарифом, 1968, и др.). Этому сюжету посвятил балладу Велимир Хлебников; в его стихотворении (1909—1912) «Мария Вечо́ра» предстаёт «славянкой», убившей хозяина замка (наподобие Юдифи). История Марии фон Вечеры положена в основу сюжета оперетты Имре Кальмана «Маринка». Также события были положены в основу мюзикла «Рудольф», написанного композитором Фрэнком Уайлдхорном.